# Ludwig Siebert

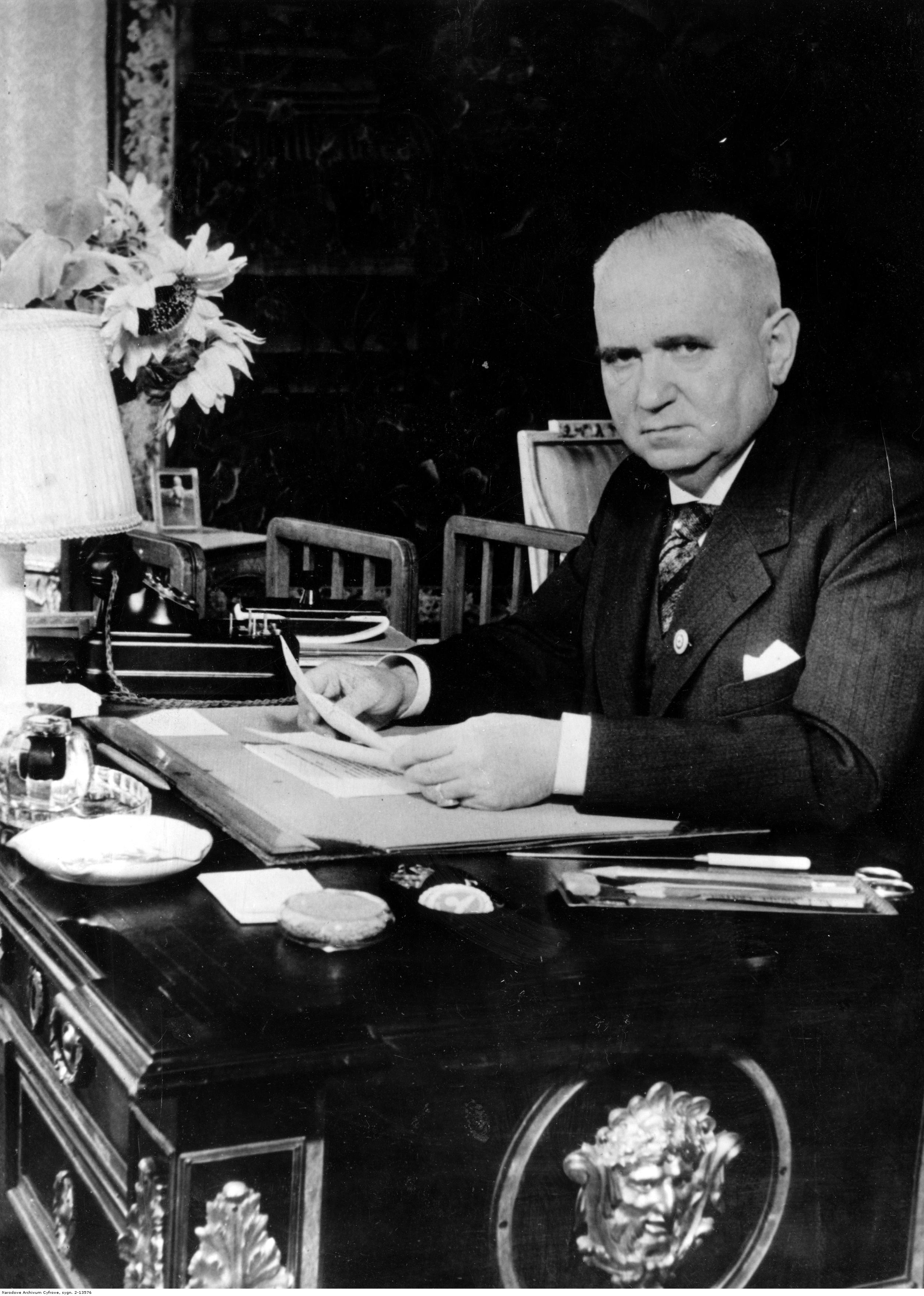
Ludwig Siebert, vor 1942

Ludwig Georg Siebert (* 17. Oktober 1874 in Ludwigshafen; † 1. November 1942 in Stock am Chiemsee) war ein deutscher Jurist und Politiker (BVP/NSDAP). Er amtierte als Bürgermeister von Rothenburg ob der Tauber und ab 1924 Oberbürgermeister von Lindau. 1931 trat er als erster Oberbürgermeister einer bayerischen Kommune der NSDAP bei und saß für diese auch 1932/33 im bayerischen Landtag sowie ab November 1933 im Reichstag. Am 12. April 1933 wurde er zum bayerischen Ministerpräsidenten ernannt. Ab 1936 bis zu seinem Tode fungierte er zugleich als Wirtschaftsminister.

## Leben und Tätigkeit
Sieberts Vater war Lokomotivführer, sein Bruder Friedrich Siebert Berufsoffizier und später General der Infanterie in der Wehrmacht. Ludwig Siebert besuchte in Mannheim das Gymnasium und studierte von 1893 bis 1897 Rechtswissenschaften in München. Seit 1895 war er Mitglied der schwarzen Studentenverbindung Apollo München (seit 1933 Münchener Burschenschaft Apollo in der DB).
Nach der zweiten juristischen Prüfung im Jahr 1900 und einer Tätigkeit als Rechtsanwaltskonzipient in Frankenthal, wurde Siebert Amtsanwalt in Bad Dürkheim und Neustadt an der Haardt (heute: Neustadt an der Weinstraße). Von 1905 bis 1906 war er Staatsanwalt am Landgericht Fürth. 1907 wurde er Magistrat in Lindau im Bodensee. Ab 1908 amtierte er als Rechtskundiger Bürgermeister der Stadt Rothenburg ob der Tauber, war Mitglied des Bezirkstages Rothenburg und wurde Mitglied in der Bayerischen Volkspartei.
In der Stadt Lindau wählte man Siebert 1919 zum Ersten Bürgermeister und 1924 zum Oberbürgermeister. Während seiner Amtszeit wurde die Stadt durch Eingemeindungen erweitert, die Seebrücke und das Strandbad Eichwald gebaut sowie der Toskanapark und der neue Friedhof angelegt. Durch seinen Eintritt in die NSDAP im Januar 1931 (Mitgliedsnummer 356.673) wurde er zum ersten Oberbürgermeister der NSDAP in Bayern. Von 1932 bis 1933 nahm er ein Mandat der NSDAP im Bayerischen Landtag wahr, um dann vom 12. November 1933 bis 1942 im Reichstag die NSDAP für den Wahlkreis 24, Oberbayern und Schwaben, zu vertreten.
Am 9. März 1933 wurde Siebert unter dem Reichskommissar Franz Ritter von Epp Staatskommissar für das Finanzministerium in Bayern und am 16. März Finanzminister im kommissarischen Ministerrat. Am 12. April 1933 wurde Siebert zum Ministerpräsidenten Bayerns ernannt und behielt dieses Amt bis zu seinem Tod. Durch das Gesetz über den Neuaufbau des Reichs vom 30. Januar 1934 verlor Bayern jedoch seine Eigenstaatlichkeit und somit an Bedeutung, bestand jedoch weiter. 1933/34 und ab 1936 amtierte Siebert zugleich als Wirtschaftsminister. 1935 wurde er Chef der Bayerischen Staatskanzlei und 1939 Präsident der Deutschen Akademie München.
Siebert wurde am 9. November 1933 zum SA-Gruppenführer und fünf Jahre später zum Obergruppenführer ernannt.
Der bayerische Landespolitiker und SS-Führer Friedrich Siebert war sein Sohn.

## Nachwirkung
Am 12. April 1938 verlieh ihm die NSDAP das Goldene Parteiabzeichen. In Bayreuth wurde die 1935 zur Festhalle umgebaute ehemalige markgräfliche Reithalle (heute Stadthalle) nach Siebert benannt. Siebert wurde während der nationalsozialistischen Herrschaft Ehrenbürger mehrerer Städte.
Obwohl die Ehrenbürgerwürde nur auf Lebenszeit verliehen wird, erkannten z. B. Speyer, Augsburg und Würzburg die Ehrenbürgerschaft Sieberts nach dem Kriegsende ausdrücklich wieder ab und konnten ihn so aus der Liste der ehemaligen Ehrenbürger streichen. In Rothenburg ob der Tauber wurde 2015 die nach ihm benannte Straße in Obere Bahnhofstraße zurückbenannt. Die Stadt Ansbach hat im Mai 2021 offiziell festgestellt, dass Siebert seit seinem Tod kein Ehrenbürger mehr sei – genauso wie namentlich Adolf Hitler, Julius Streicher und Paul von Hindenburg. Der Stadtrat distanzierte sich dabei ausdrücklich von den Entscheidungen während der NS-Zeit.

## Veröffentlichung
- Die neuen Wege in der deutschen Wirtschaft. J. F. Lehmann, München 1936; 2. Aufl. 1938

## Auszeichnungen
- Großkreuz des Ordens der Krone von Italien, 1936
- Silberne Medaille der Akademie der Bildenden Künste, 1937
- Kriegsverdienstkreuz 1. Klasse, 1942
- Ehrengauführer im Reichsarbeitsdienst (RAD)
- Ehrenvorsitzender des Bayerischen Landesfremdenverkehrsrats 1933 bis 1942
- Ehrenpräsident des Großdeutschen Schachbundes, 1942

## Funktionen
- Mitglied des Arbeitsausschusses des Deutschen Städtetags, 1933
- Mitglied des Kulturrats des Deutschen Auslands-Instituts in Stuttgart, 1933 bis 1942
- Präsident der Akademie für Deutsches Recht, 1939
- Präsident der Deutschen Akademie in München, 1939 bis 1942

## Mitglied oder Vorsitzender eines Aufsichtsrats
- Reichswerke AG Alpine Montanbetrieb „Hermann Göring“ in Linz, 1938–1942
- Bayerischer Lloyd Schiffahrts AG in Regensburg
- Reichswerke AG für Binnenschiffahrt „Hermann Göring“
- Bayerische Werke AG
- Walchenseewerk AG
- Mittlere Isar AG
- Bayerische Wasserwerke AG
- Bayerische Berg-, Hütten- und Salzwerke AG
- Bayerische Heimstätten GmbH